# Record SNSM
Der Record SNSM ist eine französische Küstenregatta in der Bretagne, mit dem Start in Saint-Nazaire und dem Ziel Saint-Malo. Die teilnehmenden Yachten und ihre Skipper haben den Ehrgeiz und das Ziel einen Rekord nach Bootsklassen aufzustellen. Während der Regatta über 284 Seemeilen muss die vorgeschriebene Regattastrecke eingehalten werden. Der Name SNSM leitet sich von den beiden miteinander verbundenen Küstenstädten – SN für Saint-Nazaire und SM für Saint-Malo – und von der SNSM, der Société Nationale de Sauvetage en Mer (deutsch Nationale Seenotrettungsgesellschaft) ab.

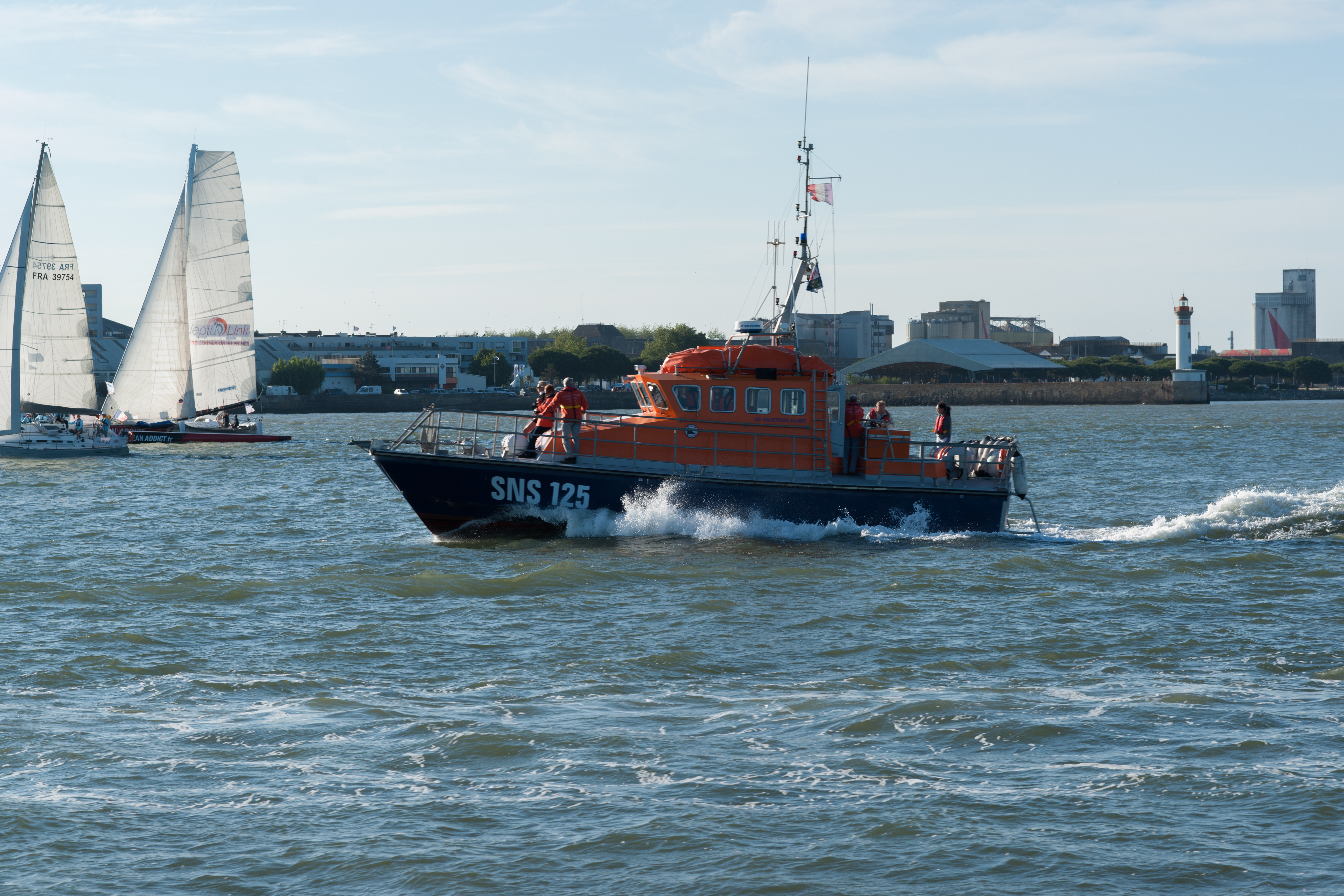
Amiral de Castelbajac, Rettungsboot der Société Nationale de Sauvetage en Mer, Record SNSM, 2015

## Grundidee der Veranstaltung
Dieses nautische Eventkonzept beinhaltet zwei Veranstaltungen:
- Die SNSM-Rekordwoche findet jedes Jahr im Juni statt. Es handelt sich um eine Woche voller Aktivitäten und Rekordversuche, deren Ziel unter anderem darin besteht, die Arbeit der Société Nationale de Sauvetage en Mer (SNSM) zu fördern und sie finanziell zu unterstützen, indem die Hälfte der Meldegelder für das Rennen gespendet wird. Auf der Strecke von Saint-Nazaire nach Saint-Malo gibt es nicht weniger als 56 Erste-Hilfe-Stationen des SNSM.

- Der Record SNSM steht vom 1. April bis 1. Oktober allen Segelbooten über 6,50 m Bootslänge offen, die von professionellen Seeleuten und Sportschiffern mit zwei Mann oder einer Mannschaft geführt werden. Der dauerhafte Rekord muss zwischen dem 1. April und dem 1. Oktober nach der Anmeldung beim Organisationsverband Profil Grand Large gemeinsam mit dem S.N.O.S Voile de Saint-Nazaire, einem dem französischen Segelverband angeschlossenen Club, genehmigt werden.

## Zugelassene Segelboote
Gemäß den Vorschriften von 2008 sind diese Bootsklassen für den Wettbewerb zugelassen:
- IMOCA 60
- Ocean Racing Multihull Association (ORMA)-Klasse
- Maxi-Yacht
- 50-Fuß-Mehrrumpf
- 50-Fuß-Open-Einrumpfboote
- Class40 (Länge von 40 Fuß oder 12,19 m)
- Mini 6.50
- Einrumpfboote mit H.N.-Tonnage, Kategorien C, D, E, F, G, R3 und R4
- IRC-Einrumpfboote, Kategorien von IRC.1 bis IRC.5 (International Rule Cruising)
- one-designs mit den jeweiligen Tonnagezertifikaten: Figaro Bénéteau 2, Pogo 8.50
- Mehrrumpfboote als Fahrtenyacht mit Multi 2000-Regel
- Traditionelle Segelboote (alte Riggs)

## Rekorde
Der absolute Flottenrekord liegt bei 11 Std. 48 Min. 30 Sek. und wurde im Juni 2011 von Loïck Peyron und seiner Crew auf der Banque Populaire V (G-Klasse) aufgestellt.
| Bootsklasse                           | Skipper                          | Yacht                                    | Rekordzeit                    | Jahr           |
| ------------------------------------- | -------------------------------- | ---------------------------------------- | ----------------------------- | -------------- |
| IMOCA 60                              | Michel Desjoyeaux                | Foncia                                   | 1 Tag 3 Std. 12 Min 59 Sek.   | Juni 2007      |
| ORMA-Klasse                           | Yvan Bourgnon                    | Brossard                                 | 13 Std. 26 Min. 49 Sek.       | 2006           |
| G-Klasse                              | Ellen MacArthur                  | Castorama B&Q                            | 1 Tag 3 Std. 23 Min. 29 Sek.  | Mai 2005       |
| 50-Fuß-Mehrrumpf                      | Thibaut Vauchel-Camus            | Défi Voile Solidaires en Peloton - ARSEP | 14 Std. 19 Min. 10 Sek.       | Juni 2020      |
| 50-Fuß-Einrumpf                       | Servane Escoffier                | Vedettes de Bréhat-Cap Marine            | 1 Tag 15 Std. 16 Min. 35 Sek. | Juni 2020      |
| Multi 2000                            | Aymeric de Chezelles             | Astelle                                  | 1 Tag 14 Std. 46 Min. 35 Sek. | Juni 2006      |
| Segelyacht HN 1                       | Jean-Yves Berthou                | Squewel IV (Typ Sangria)                 | 2 Tage 1 Std. 53 Min. 11 Sek. |                |
| Segelyacht HN 2                       | Jean-Michel Patry                | Loargann (Typ Etap 32 S)                 | 2 Tage 7 Std. 52 Min. 19 Sek. |                |
| Segelyacht HN 3                       | Stéphane Le Bihan                | Scouts et Guides de France               | 1 Tag 23 Std. 46 Min. 37 Sek. | September 2007 |
| Figaro Bénéteau II                    | Quentin Le Nabour                | SNSM Saint-Malo                          | 1 Tag 18 Std. 36 Min. 35 Sek. | September 2007 |
| Class40                               | Luke Berry                       | Lamotte - Module Création                | 1 Tag 5 Std. 22 Min. 59 Sek.  | Juli 2020      |
| IRC-Klasse                            | Benoit Leduc                     | Scouts et Guides-Netagis                 | 2 Tage 3 Std. 21 Min.         | September 2008 |
| Traditionelle Segelboote (über 10 m)  | Bob Escoffier                    | Étoile Horizon                           | 2 Tage 21 Std. 43 Min. 5 Sek. | 2006           |
| Traditionelle Segelboote (unter 10 m) | Pierre Jaffé                     | Astrolabe                                | 2 Tage 3 Std. 17 Min. 15 Sek. |                |
| Mini 6.50                             | Alexis Gayet und Mathis Bourgnon | Phoenix                                  | 2 Tage 5 Std. 1 Min. 50 Sek.  | Juli 2020      |

## 2005 - Auftaktveranstaltung

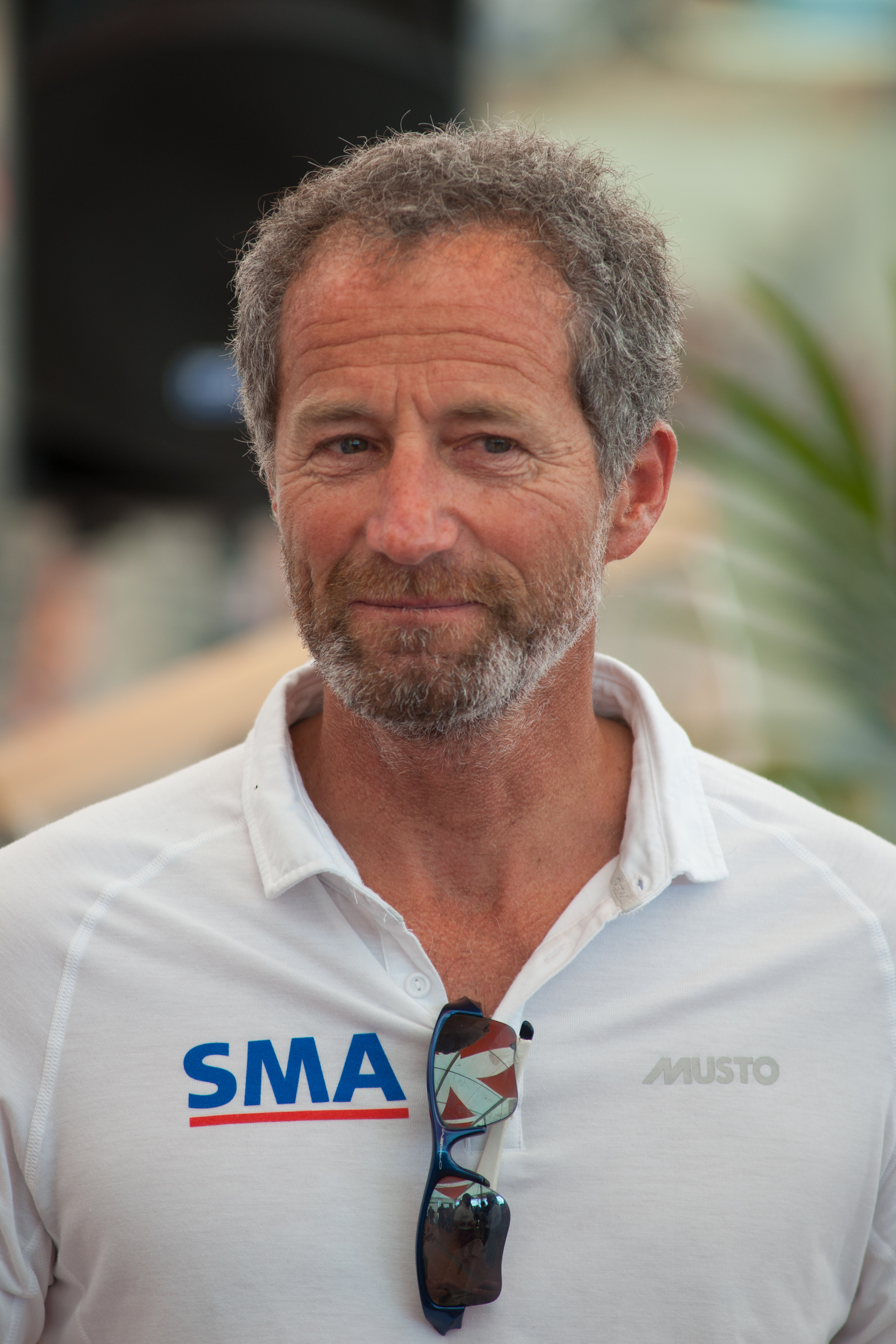
Michel Desjoyeaux, Initiator und Schirmherr des Record SNSM, 2015

Bei der ersten Veranstaltung der Record SNSM fand vom 18. bis 20. April 2005 ein erster Wettbewerb zwischen drei 60-Fuß-Mehrrumpfbooten statt, um diese neue Veranstaltung bekannt zu machen und eine Rekord-Referenzzeit eines der größten aktuellen Skipper aufzustellen. An den Start gingen die Skipper Michel Desjoyeaux auf Géant, Thierry Duprey de Vorsent auf der Gitana X und Thomas Coville auf der Sodebo und machten sich mit ihren jeweiligen Crews auf den drei Trimaranen auf den Weg zu diesem ersten Saint-Nazaire-Saint-Malo. Erst schied Thierry Duprey, dann Michel Desjoyeaux während des Kurses aufgrund technischer Probleme aus und Thomas Coville stellte damit mit einer Durchschnittsgeschwindigkeit von 11,04 Knoten für eine Segelzeit von 1 Tag 1 Std. 37 Min. 17 Sek. in der Bootsklasse 60-Fuß-Mehrrumpfboote die erste Referenzzeit für den Record SNSM auf.
Am 2. und 3. Mai 2005 stellte die britische Seglerin Ellen MacArthur auf ihrem 75-Fuß-Trimaran Castorama B&Q in 1 Tag 3 Std. 23 Min. 29 Sek. eine Referenzzeit in der Kategorie der Maxi-Mehrrumpfboote (G-Klasse) auf.
Am 20. und 21. Juni 2005 gingen vier weitere Boote an den Start. Zuerst die beiden Einrumpfboote Adrien mit Skipper Jean-Luc Van Den Heede und Cityjet.com-Solune von César Dohy, gefolgt von den beiden Trimaranen Crêpes Whaou von Franck-Yves Escoffier und Stalaven von Pascal Quintin. Angesichts des fehlenden Windes am Ende des Kurses schieden die beiden Einrumpfboote und der Trimaran Stalaven aus. Alleine überquerte Franck Yves Escoffier die Ziellinie und setzte die erste Zeit für die 50-Fuß-Mehrrumpfboote.
Am 16. Juli 2005 nahmen 16 Besatzungen am Record SNSM teil, darunter:
- die Klasse Figaro Bénéteau 2: Dominic Vittet auf dem Atao Audio System, Marc Jouany auf der Axa, Damien Seguin auf dem Des pieds et des mains und Lionel Péan auf dem L'esprit d'Équipe mit 1 Tag 22 Std. und 2 Min. (Referenz Figaro Bénéteau 2);
- das Einrumpfboot 60-Fuß Open: César Dohy auf Cityjet.com Solune mit 1 Tag 14 Std. 56 Min. und 50 Sek. (Referenz Einrumpfboot 60-Fuß Open);
- die Klasse IMOCA 60 (Vendée Globe): Anne Liardet auf Roxy, Bernard Stamm auf Cheminées Poujoulat, Roland Jourdain auf Sill & Veolia und Loïck Peyron und Jean-Pierre Dick auf Virbac Paprec mit 1 Tag 10 Std. 58 Min. und 44 Sek. (Referenz Einrumpfboot IMOCA 60);
- der 50-Fuß-Trimaran: Pascal Quintin auf Stalaven und Franck-Yves Escoffier auf Crêpes Whaou! mit 1 Tag 8 Std. 29 Min. und 20 Sek. (Referenz 50-Fuß-Mehrrumpf);
- der 60-Fuß-Trimaran: Yvan Bourgnon auf Brossard;
- Klasse der Sportboote: Eric Sorel auf Keneil (Bavaria 38), Jean-Pierre Maoui auf Les Copains d'abord (Lévrier 14), Guy Salenave auf Ster Wenn 5 (X-442) mit 1 Tag 21 Std. 19 Min. und 15 Sek. (Referenz in der Kategorie Sportboote) und Jean-Christophe Lair auf Restabern (38-Fuß-Katamaran) mit 1 Tag 18 Std. 59 Min. und 5 Sek. (Referenz 40/50-Fuß-Mehrrumpf).

## 2006 - Zweite Auflage
Die Woche des Record SNSM 2006 fand vom 18. bis 21. Juni 2006 statt; 35 Yachten hatten zum Start gemeldet.
- 60-Fuß-ORMA-Mehrrumpfboot: Thomas Covilles auf Sodebo mit 21 Std. 29 Min. 10 Sek. (neuer Rekord).
- 60-Fuß-IMOCA-Einrumpfboote: Anne Liardets auf Roxy, Roland Jourdain auf Sill & Veolia, Marc Guillemot auf Safran, Bernard Stamm auf Cheminées Poujoulat und Mike Golding auf Ecover mit 1 Tag 8 Std. 52 Min. 18 Sek. (neuer Rekord für Einrumpf IMOCA 60).
- 50-Fuß-Mehrrumpfboote: Franck-Yves Escoffier auf Crêpes Whaou!, Philippe Bousquet auf Team Aquaera; Franck-Yves Escoffier mit 1 Tag 4 Std. 24 Min. 9 Sek. (neuer Rekord für 50-Fuß-Mehrrumpfboote).
- 50-Fuß-Einrumpfboot: Servane Escoffier auf Vedettes de Bréhat mit 1 Tag 15 Std. 16 Min. 35 Sek. (neuer Rekord für 50-Fuß-Einrumpfboote).
- Class40: Guillaume Voizard auf Le Comptoir Immobilier
- Mini 6.50: Didier Le Vourch auf Vector Plus, Didier Le Vourch auf Adoc Solutions, Jean-Michel de Almeida auf Federation of Orphan mit 2 Tagen 15 Std. 6 Min. 33 Sek. (neuer Rekord für Mini 6.50).
- Sportboote: A. de Chezelles auf Astelle (Typ Corsair 31) mit 1 Tag 14 Std. 46 Min. 35 Sek. (neuer Rekord für Kategorie Mehrrumpf-Freizeitboote), M. Behaghel auf Bambino (Pogo 8.50) J.P. Le Brun auf BHS (First Class 10), G. Bobrie auf Control Alt Suppr (First 310), Ph. Massu auf Equipages Center (JPK 960), D. Vonthron auf Evade (Océanis 331), F. Colas auf France Bleu Grand Ouest (Feeling 10.40), D. Lavoine auf Groupe Overlap (Kelt 29), J.Y. Fourmy auf Hormiguero (Océanis 393), E. Sorel auf Keneil (Bavaria 3), J. M. Patry auf Loargann (Etap 32 s), B. Géraud auf Mustique (Giro 34), P.Morice auf Pech'Alu (Bavaria 32), JY Lorgère auf Pour Aster (Pogo 8,50), JC Lair auf Restabern (Multi 10,50), JY Berthou auf Squewel IV (Sangria), A. Lecomte auf Video Bleue (Bavaria 32), Jean-François Pertus auf Voiles et Communication mit 2 Tagen 9 Std. 27 Min. 33 Sek. (neuer Rekord für Kategorie 40-Fuß-Einrumpfboot).
- Traditionelle Riggs: La Recouvrance, Corentin, La Belle-Angèle, Étoile Horizon von Bob Escoffier.

## 2007 - Dritte Auflage
Die Rekordwoche des SNSM 20075 fand vom 21. bis 28. Juni 2007 statt. Aufgrund schlechter Wetterbedingungen verzögerte sich die Abfahrt um zwei Tage.
- 60-Fuß-ORMA-Mehrrumpfboot: 1. Platz Pascal Bidégorry mit Banque Populaire in 16 Std. 14 Min. und 31 Sek.
- Während der Saison 2007 versuchte L'Hydroptère, ein als Trimaran gebautes Tragflügelboot dreimal, den Brossard-Rekord den Yvan Bourgnon 2006 mit 13 Std. 26 Min. 49 Sek. aufgestellt hatte, zu brechen. Dies misslang jedes Mal.
- 60-Fuß-IMOCA-Einrumpfboote: 1. Platz Michel Desjoyeaux auf Foncia in 1 Tag 3 Std. 12 Min. und 59 Sek.
- Im September verbesserten Scouts et Guides – Netagis (Kategorie IRC-Veermessung) die Zeit auf 2 Tage 3 Std. 56 Min. 30 Sek. und Scouts et Guides de France (Kategorie HN 3) verbesserten die Zeit auf 1 Tag 23 Std. 46 Min. 37 Sek.

## 2008 - Vierte Auflage

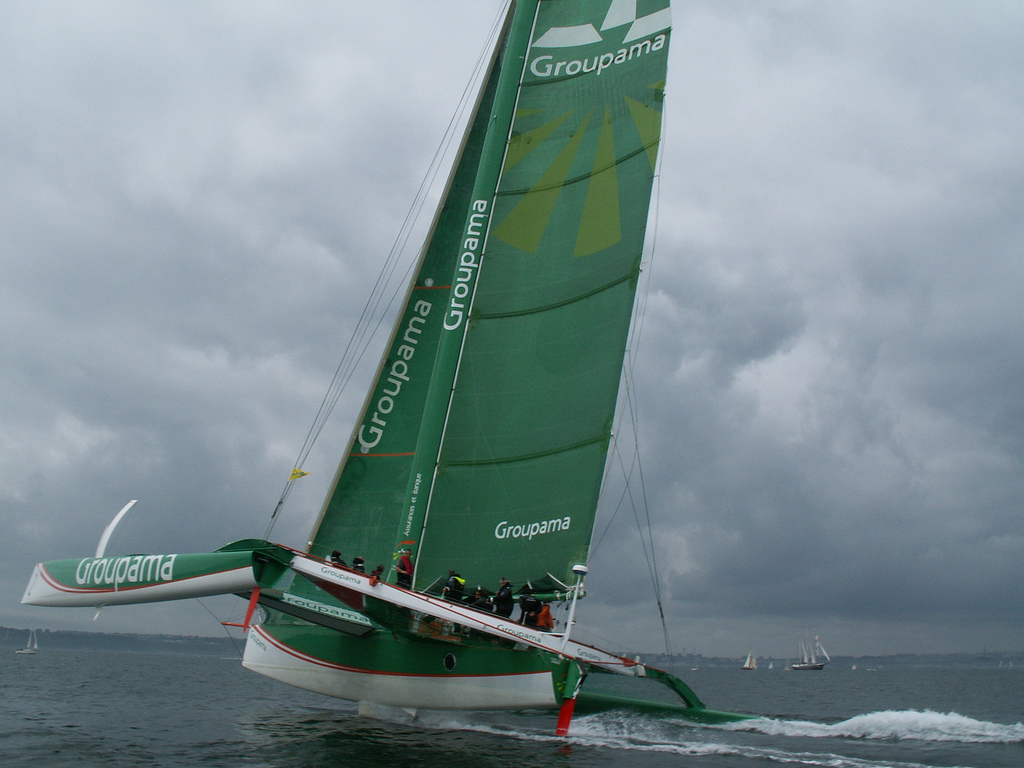
Franck Cammas auf Groupama 2 vor Brest, 2008

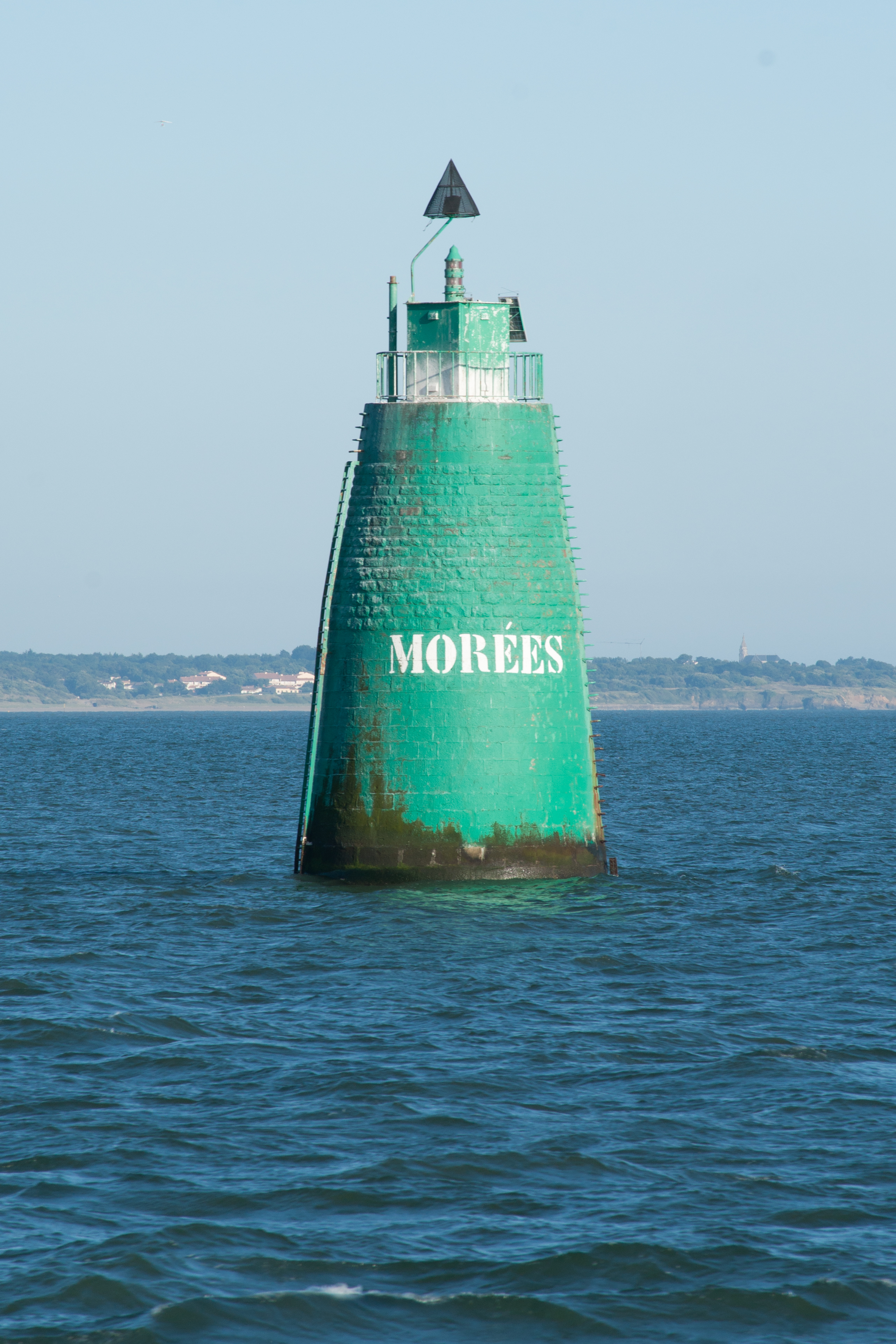
Tonne Balise des Morées, Saint-Nazaire, 2015

Für die Record SNSM-Woche 2008 wurden die Segelboote in drei Gruppen aufgeteilt:
- Die beiden ORMA-Trimarane werden eine Boje vor Saint-Malo umrunden, bevor sie nach Saint-Nazaire zurückkehren, das 568 Meilen entfernt liegt:
  - Franck Cammas auf Groupama 2 in 2 Tagen 1 Std. 58 Min. 14 Sek.
  - Pascal Bidégorry auf Banque Populaire IV in 2 Tagen 2 Std. 4 Min. 39 Sek.

- Die IMOCA-Einrumpfboote und die 50-Fuß-Mehrrumpfboote werden zwischen dem Start von Saint-Nazaire und Sainte-Marine zwei Hin- und Rückfahrten machen, d. h. 360 Meilen;
  - Loïck Peyron auf Gitana Eighty in 1 Tag 12 Std. 9 Min. 7 Sek.
  - Jean Le Cam auf VM Matériaux
  - Bernard Stamm auf Cheminées Poujoulat

- Die kleineren Renn- und Fahrtensegler umrunden lediglich die Boje von Sainte-Marine, bevor sie nach Saint-Nazaire zurückkehren.
- Am Start waren 54 Segelboote, darunter auch Yachten mit alten Takelagen: Le Mutin, ein Schulschiff der französischen Marine, Pen Duick, Pen Duick II, Pen Duick V und Pen Duick VI.

## 2010 - Sechste Auflage
An dem Record RNSM waren 53 Segelyachten beteiligt. Das Wetter war günstig für Rekorde und der Trimaran Gitana XI stellte in 19 Stunden 39 Minuten und 58 Sekunden bei einer Durchschnittsgeschwindigkeit von 18,3 Knoten (33,9 km/h) einen neuen Streckenrekord auf.

## 2015 - Siebente Auflage

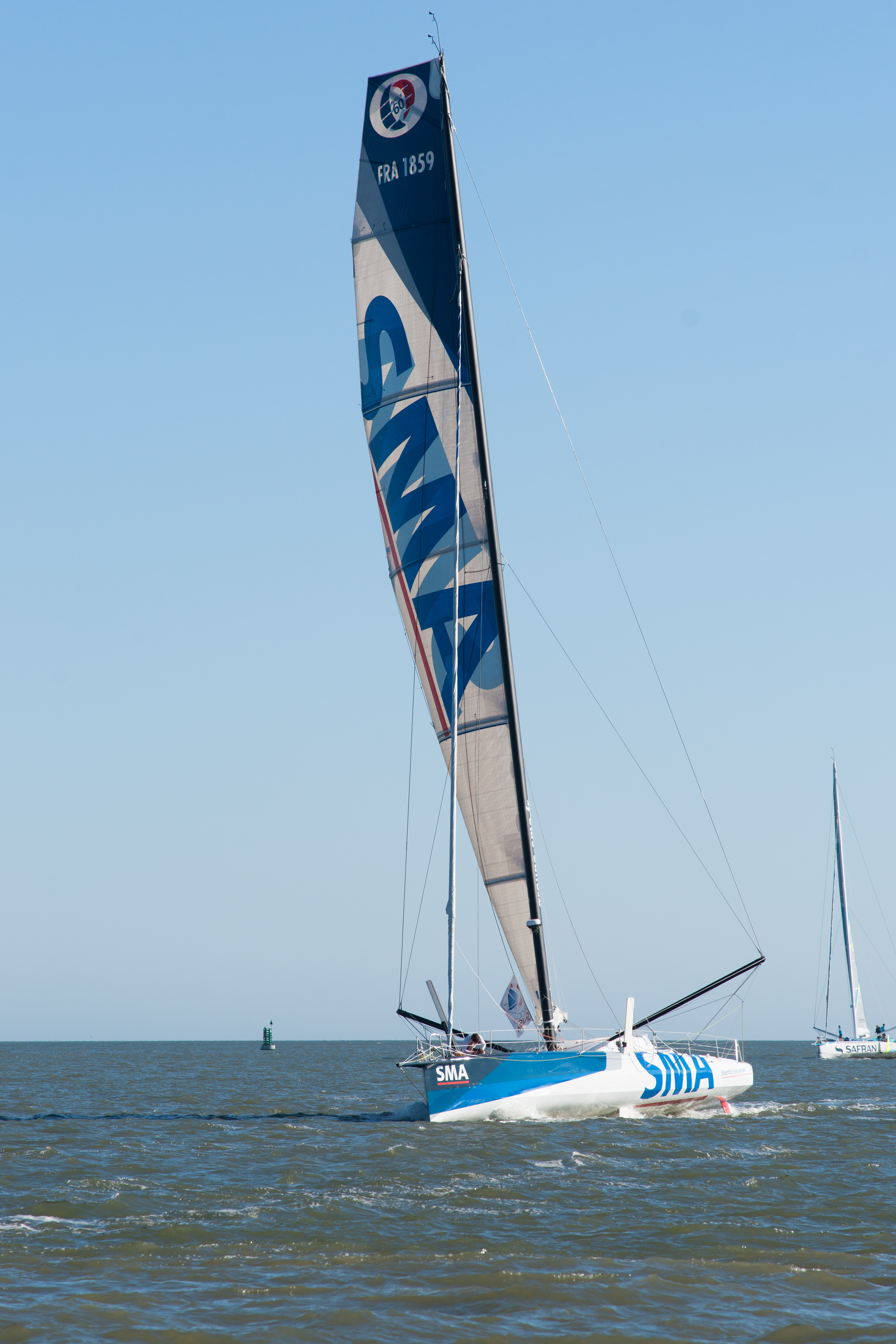
IMOCA 60 SMA, Record SNSM, 2015

- Paul Meilhat gemeinsam mit Michel Desjoyeaux auf dem IMOCA 60 SMA in 37 Std. 4 Min. und 23 Sek.[5]

## 2020 - Achte Auflage
Die seit 2005 veranstaltete Küstenregatta Record SNSM wurde durch das Rennen im Jahr 2020 wiederbelebt. Ziel war es, die namensgebenden Seenotretter der „Société Nationale de Sauvetage en Mer“ (SNSM) besonders herauszustellen, um ihre Bedeutung für die Sicherheit der Segler zu betonen. An der Regatta, die um die bretonische Landspitze führt, können alle Segler sowohl Berufssegler als auch Amateure zwischen dem 1. Juni und dem 30. September 2020 teilnehmen. Die Verbindung zu den Seenotrettern der SNSM wird insbesondere betont durch die komplette Weitergabe der Einnahmen durch Startgebühren an die Rettungsorganisation. Weiterhin wird der Nationale Tag der Seenotretter am 28. Juni 2020 eingebunden in die Regattaveranstaltung.
Die professionelle Skipper standen bereit für den Wettkampf um die wichtigsten Hochseerennklassen Ultimate, Multi50, IMOCA, Class40 und Euro wurden an der Startlinie erwartet. Das Ziel war es, den absoluten Rekord von 13 Stunden 26 Min. und 49 Sek. zu brechen, der 2006 von Yvan Bourgnon auf einem Orma-Trimaran aufgestellt wurde.

„Die Wiederbelebung des Record SNSM in seiner ursprünglichen Form, mit dieser schönen Strecke "Saint-Nazaire - Saint-Malo " ist ein gutes Beispiel für das, was "Solidarität der Seeleute " bedeutet. Wir bedanken uns herzlich bei den Skippern, die diesen Vorschlag initiiert haben. Wir möchten auch alle Freizeitsegler ermutigen sich in das Abenteuer zu stürzen, um die freiwilligen Retter der SNSM zu ehren, die das ganze Jahr über für ihre Sicherheit sorgen. Der SNSM-Rekord ist eine Herzensangelegenheit, um das Meer zu feiern, bis an seine Grenzen zu gehen und einen Akt der Großzügigkeit gegenüber den Seenotrettern zu vollbringen.“